# Matthias Scherz
Matthias Scherz (* 14. Dezember 1971 in Rotenburg/Wümme) ist ein ehemaliger deutscher Fußballspieler.

## Karriere
Der rechte Außenstürmer, der sich durch seine Schnelligkeit auszeichnete, spielte bis 1994 bei dem Amateurverein Rot-Weiß Scheeßel aus dem niedersächsischen Scheeßel zwischen Bremen und Hamburg, bis er im Alter von 22 Jahren zum FC St. Pauli wechselte. In den ersten beiden Jahren spielte er zunächst für die dortige Amateurabteilung. Er wurde als bester Hamburger Amateurfußballer der Saison 1995/96 ausgezeichnet. Im Spieljahr 1996/97 gelang ihm der Sprung in die Bundesliga-Mannschaft vom FC St. Pauli. Nach dem Abstieg in die 2. Bundesliga etablierte sich Scherz in den beiden folgenden Spielzeiten als Stammspieler.
In der Saison 1999/2000 wechselte Scherz zum damaligen Zweitligisten 1. FC Köln, wurde dort ebenfalls Stammspieler und stieg mit dem Verein in die Bundesliga auf. In der Saison 2002/03, die zum Wiederaufstieg in die Bundesliga führte, gelang es ihm, seine bis dato übliche Torquote mit einer Ausbeute von 18 Treffern mehr als zu verdreifachen. 
Es folgte in der Bundesligasaison 2003/04 der erneute Abstieg. In der anschließenden Saison 2004/05 des Wiederaufstiegs war er nach Lukas Podolski mit 11 Treffern zweitbester Torschütze.
Nachdem der 1. FC Köln nach Ablauf der Saison 2005/06 wieder in die Zweitklassigkeit abgestiegen war, verlängerte Scherz seinen Vertrag um weitere zwei Jahre.
Am 25. Februar 2007, im Spiel gegen den SC Paderborn 07 zog Scherz sich einen Riss des Syndesmosebands im rechten Bein zu und fiel daher für den Rest der Saison aus. Trotz der schweren Verletzung war Scherz der erfolgreichste Joker-Torschütze der Saison (7 Tore bei 13 Einwechslungen).
Am 24. Juli 2009, bei dem Ablösespiel für Lukas Podolski gegen den FC Bayern München, hat Matthias Scherz seinen letzten Einsatz für den 1. FC Köln absolviert.
Scherz war beim 1. FC Köln bis zum Ende der Saison 2010/2011 im Nachwuchsbereich mit der Aufgabe der Spieler-Entwicklung und Karriere-Planung betraut. Im Zuge einer Neustrukturierung des Vereins unter dem neuen Sportdirektor Volker Finke wurde sein auslaufender Vertrag nicht verlängert. Daraufhin reichte Scherz beim Arbeitsgericht Köln eine Klage (Aktenzeichen 6 Ca 4142/11) auf Wiedereinstellung ein. Scherz' Anwalt argumentierte, dass der ehemalige Profi nach zwölf Jahren beim 1. FC Köln den Status eines Festangestellten habe. Scherz stünde daher eine Abfindung zu. Ende November 2011 konnte der Streit zwischen Scherz und dem 1. FC Köln beendet werden. Klub und Scherz einigten sich außergerichtlich.
Ab Januar 2012 schrieb Matthias Scherz für den Kölner Stadt-Anzeiger die Kolumne „Seitenwechsel 2.0“. Seit August 2012 wurde er dabei im wöchentlichen Wechsel von Herbert Neumann unterstützt. Inhaltlich setzte sich die Kolumne mit den aktuellen Geschehnissen beim 1. FC Köln auseinander.
Im Dezember 2012 verpflichtete der SC Fortuna Köln Matthias Scherz als Spieler, der zu dieser Zeit seit einigen Wochen bei der Fortuna im Zuge seiner Trainerausbildung hospitierte. Seine Tätigkeit als Kolumnist für den Kölner Stadt-Anzeiger beendete Scherz nach dem Beginn seines Engagements für Fortuna Köln. Herbert Neumann schrieb die Kolumne seitdem wieder alleine, bis sie im Februar 2013 vollständig eingestellt wurde.
Im Sommer 2013 beendete er endgültig seine Spielerkarriere. Der gelernte Industriemechaniker Scherz arbeitet seitdem im Vertrieb für die GC-Gruppe, einem Verbund für Großhandelsbetriebe im Bereich Haustechnik und Elektrogeräte.